# 塞爾扣克 (密蘇里州)
塞爾扣克（英語：Selkirk）是位於美國密蘇里州新馬德里縣的鬼鎮。

## 地理
塞爾扣克所處的海拔為高於海平面89米（即292英呎），而該地所採用的時區為UTC-6，即北美中部時區（CST）。同時該地設有夏令時間，為UTC-6調快一小時，即UTC-5（CDT）。